# Quartier Halberg
Le quartier Halberg est l'un des quatre arrondissements de Sarrebruck, la capitale du Land de Sarre.

## Structure du quartier Halberg
- 42 Schafbrücke
- 43 Bischmisheim
- 44 Ensheim
- 45 Brebach-Fechingen
  - 451 Brebach
  - 452 Neufechingen
  - 453 Fechingen
- 46 Eschringen
- 47 Güdingen
  - 471 Alt-Güdingen
  - 472 Schönbach
- 48 Bübingen

## Monuments et lieux d'intérêt
- Le mithraeum de Sarrebruck (IIIe et IVe siècles apr. J.-C.)